# Carrer Pau Claris (Rubí)
El Carrer Pau Claris és un carrer del municipi de Rubí (Vallès Occidental). Conté un conjunt d'edificis protegit com a bé cultural d'interès local.

## Descripció
Es tracta d'un conjunt de cinc habitatges de planta baixa i un pis de planta rectangular emplaçats al carrer Pau Claris cantonada Margarida Xirgú. Aquests juntament amb el conjunt amb els habitatges de la cantonada Pau Claris amb Cadmo les cases de Pau Claris 8, 10, 12, 14 i 20 són determinants de l'ambient d'aquest carrer.
Cal destacar els edificis del número 29 -Cal Majoral- i el del número 41 que representen dues alternatives d'ocupació de la cantonada i d'estil arquitectònic que destaquen sense estridències sobre la uniformitat donada per l'arquitectura de mestres d'obra. A la façana hi ha dos eixos de composició i es disposa un accés lateral protegit per la llosa del balcó del pis superior.
Al número 29 destaquen els tres balcons de forja sobre els tres eixos, amb la porta al mig i al número 41 es pot veure un únic balcó més allargat, la porta d'accés lateral i una porta més ampla. Algunes plantes baixes estan distorsionades per obertures noves i un cert desordre en els rètols, aparells i instal·lacions vistes.

## Història
El barri es desenvolupa a partir del Pla general d'urbanització de Rubí (1871) i el projecte de reforma, millora i eixample de Rubí (1875).